# Carina Mette
Carina Mette (* 1. Juli 1982, verheiratete Carina Grewe) ist eine deutsche Badmintonspielerin.

## Karriere
Carina Mette gewann 2003 den Titel im Damendoppel bei den deutschen Einzelmeisterschaften. 2008 siegte sie in dieser Disziplin erneut. 2002 gewann sie die Dutch International, 2005 die Irish Open und 2006 die Spanish International.

## Sportliche Erfolge
| Saison    | Veranstaltung                     | Disziplin   | Platz | Name |
| --------- | --------------------------------- | ----------- | ----- | --- |
| 1995/1996 | Deutsche Einzelmeisterschaft U14  | Mixed       | 1     | Raphael Groß / Carina Mette (TB Rheinhausen) |
| 1998/1999 | Deutsche Einzelmeisterschaft U17  | Mixed       | 1     | Raphael Groß / Carina Mette (TB Rheinhausen / Bottroper BG) |
| 1998/1999 | Deutsche Einzelmeisterschaft U17  | Damendoppel | 1     | Carina Mette / Juliane Schenk (Bottroper BG / Hülser SV) |
| 1999/2000 | Deutsche Einzelmeisterschaft U22  | Damendoppel | 1     | Carina Mette / Katrin Piotrowski (SC Union 08 Lüdinghausen / Bottroper BG) |
| 1999/2000 | Deutsche Einzelmeisterschaft U19  | Damendoppel | 1     | Carina Mette / Juliane Schenk (SC Union 08 Lüdinghausen) |
| 2000/2001 | Deutsche Einzelmeisterschaft U19  | Mixed       | 2     | Raphael Groß / Carina Mette (TB Rheinhausen / Bottroper BG) |
| 2000/2001 | Deutsche Einzelmeisterschaft      | Damendoppel | 3     | Carina Mette / Juliane Schenk (Bottroper BG / SC Union 08 Lüdinghausen) |
| 2000/2001 | Deutsche Einzelmeisterschaft U19  | Damendoppel | 1     | Carina Mette / Juliane Schenk (TB Rheinhausen / SC Union 08 Lüdinghausen) |
| 2001      | Junioren-Europameisterschaft      | Damendoppel | 2     | Carina Mette / Juliane Schenk |
| 2002      | Dutch International               | Damendoppel | 1     | Carina Mette / Juliane Schenk |
| 2002/2003 | Deutsche Einzelmeisterschaft      | Mixed       | 3     | Thomas Tesche / Carina Mette (1. BC Bischmisheim / Bottroper BG) |
| 2002/2003 | Deutsche Einzelmeisterschaft      | Damendoppel | 1     | Carina Mette / Kathrin Piotrowski (Bottroper BG / FC Langenfeld) |
| 2003/2004 | Deutsche Einzelmeisterschaft      | Damendoppel | 3     | Carina Mette / Kathrin Piotrowski (1. BC Bischmisheim / FC Langenfeld) |
| 2003/2004 | Deutsche Mannschaftsmeisterschaft | Mannschaft  | 3     | 1. BC Bischmisheim (Janine Göbbel, Natascha Thome, Colin Haughton, Joachim Tesche, Michael Keck, Carola Bott, Carina Mette, Thomas Tesche, Kristof Hopp, Xu Huaiwen, Michael Fuchs, Nikhil Kanetkar) |
| 2003/2004 | Deutsche Einzelmeisterschaft      | Mixed       | 3     | Mike Joppien / Carina Mette (FC Langenfeld / 1. BC Bischmisheim) |
| 2004/2005 | Deutsche Einzelmeisterschaft      | Damendoppel | 3     | Xu Huaiwen / Carina Mette (1. BC Bischmisheim) |
| 2004/2005 | Deutsche Mannschaftsmeisterschaft | Mannschaft  | 3     | 1. BC Bischmisheim (Kristof Hopp, Michael Fuchs, Eric Pang, Michael Keck, Thomas Tesche, Joachim Tesche, Nikhil Kanetkar, Xu Huaiwen, Carina Mette)                                                  |
| 2005      | Irish Open                        | Mixed       | 1     | Roman Spitko / Carina Mette |
| 2005/2006 | Deutsche Einzelmeisterschaft      | Damendoppel | 3     | Carina Mette (FC Langenfeld) / Caren Hückstädt (BW Wittorf) |
| 2005/2006 | Deutsche Einzelmeisterschaft      | Mixed       | 3     | Roman Spitko (TuS Wiebelskirchen) / Carina Mette (FC Langenfeld) |
| 2006      | Spanish International             | Damendoppel | 1     | Carina Mette / Birgit Overzier |
| 2006/2007 | Deutsche Einzelmeisterschaft      | Damendoppel | 2     | Birgit Overzier (1. BC Beuel) / Carina Mette (SC Union 08 Lüdinghausen) |
| 2007/2008 | Deutsche Einzelmeisterschaft      | Damendoppel | 1     | Birgit Overzier (1. BC Beuel) / Carina Mette (SC Union 08 Lüdinghausen) |

## Trivia
Carina Mette heiratete am 12. Juni 2010 und führt seitdem den Nachnamen Grewe.